# يهود أوروبيون من أجل سلام عادل

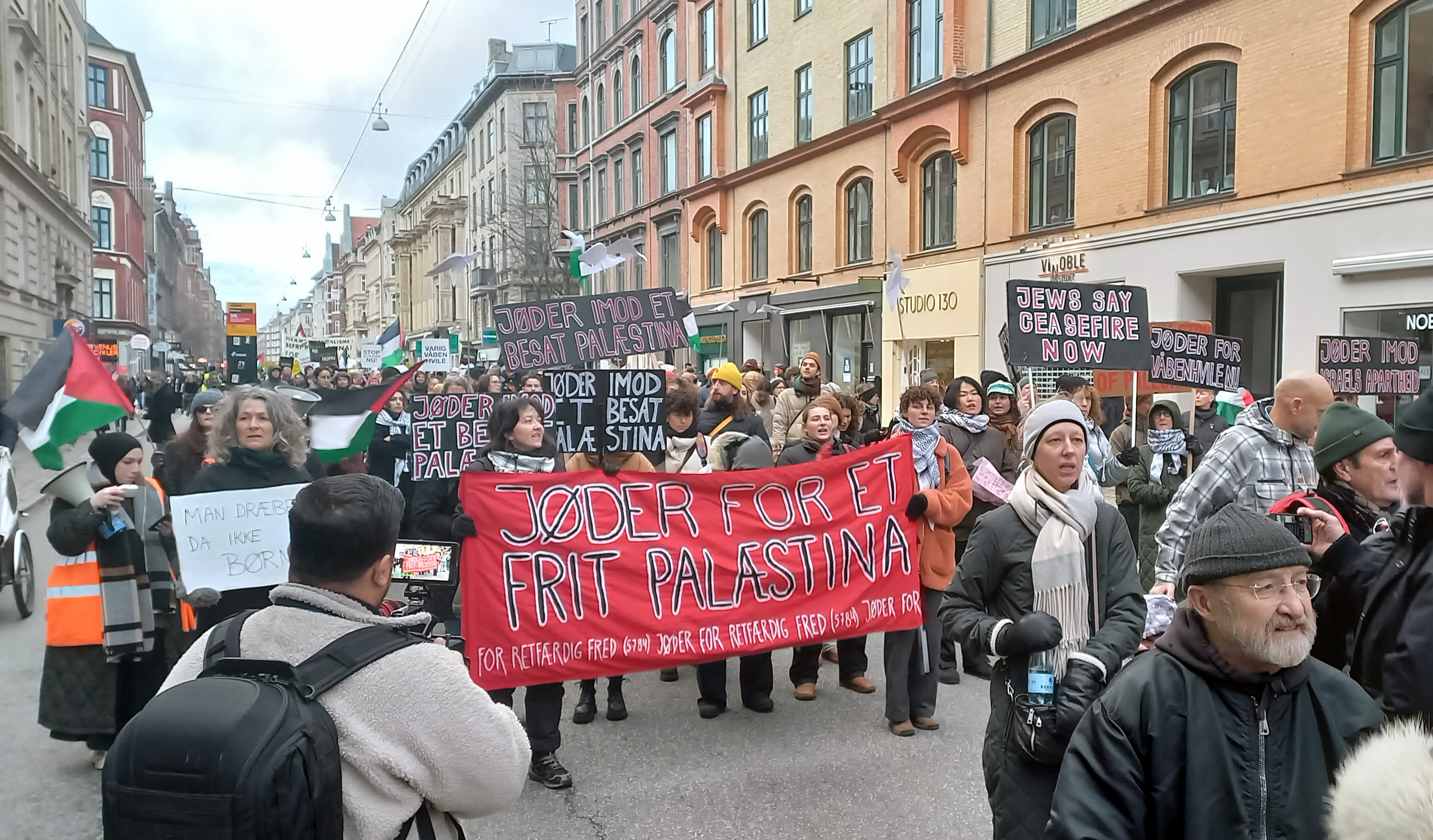
يهود من أجل سلام عادل خلال احتجاج على الحرب بين إسرائيل وحماس في كوبنهاغن، الدنمارك، 2024

يهود أوروبيون من أجل سلام عادل ( EJJP ) هو اتحاد لمجموعات يهودية في عشر دول أوروبية يهدف إلى إحلال السلام في الشرق الأوسط وضمان احترام حقوق الإنسان للشعب الفلسطيني. أحد مطالبات EJJP هو انسحاب إسرائيل الفوري من الأراضي المحتلة.

## تاريخ
تأسست المنظمة في أمستردام في سبتمبر 2002. ووردت مبادئها في إعلان أمستردام لعام 2002، والمعدل في عام 2004. وهي:

- إدانة جميع أعمال العنف ضد المدنيين في النزاع، بغض النظر عمن يرتكبها
- الاعتراف بحدود إسرائيل " الخط الأخضر " لعام 1967
- الالتزام بحق الفلسطينيين في إقامة دولة على الأراضي التي تحتلها إسرائيل حالياً في الضفة الغربية والقدس الشرقية وغزة
- الاعتراف بحق الدولتين في أن تكون القدس عاصمة لهما
- دعوة إسرائيل إلى الاعتراف بدورها في خلق مشكلة اللاجئين الفلسطينيين وإلزامها بالتفاوض على حل عادل ومنصف وعملي لهذه القضية.

في مقال رأي نُشر في صحيفة الغارديان في فبراير 2009، يرى أنتوني ليرمان، المدير السابق لمعهد أبحاث السياسة اليهودية (2006-2009)، أن جماعات السلام اليهودية مثل يهود أوروبيين من أجل سلام عادل وأصوات يهودية مستقلة في كندا وأستراليا "قد يكون له تأثير في جعل إسرائيل أكثر اعتدالاً" لأن "إسرائيل تعتمد بشكل كبير على ما يعتقده اليهود".
في سبتمبر 2010، نظمت EJJP قارب مساعدات متجهاً إلى غزة ، "القارب اليهودي إلى غزة"، وعلى متنه تسعة نشطاء يهود. وقد اعترضتها قوات الدفاع الإسرائيلية وقادتها إلى ميناء أسدود.
وكان رئيس EJJP، درور فايلر ، وهو مواطن سويدي إسرائيلي المولد، موجوداً مرة أخرى على متن السفينة الفرنسية Dignité-Al Karama في أسطول عام 2011 إلى غزة.

## المنظمات الأعضاء
- النمسا : Jüdische Stimme für gerechten Frieden in Nahost (صوت يهودي من أجل سلام عادل في الشرق الأدنى)
- بلجيكا : اتحاد التقدميين اليهود في بلجيكا
- الدنمارك : اليهود الأوروبيون من أجل السلام العادل - الدنمارك
- فرنسا : Union juive française pour la paix (الاتحاد اليهودي الفرنسي من أجل السلام)
- ألمانيا : Jüdische Stimme für gerechten Frieden in Nahost (صوت يهودي من أجل سلام عادل في الشرق الأدنى)
- إيطاليا : Rete Ebrei contro l'occupazione [8] ("Rete ECO"، الشبكة الإيطالية لليهود ضد الاحتلال)
- هولندا : Een Ander Joods Geluid (صوت يهودي مختلف)
- السويد : Judar för israelisk-palestinsk fred (يهود من أجل السلام الإسرائيلي الفلسطيني)
- سويسرا : Jüdische Stimme für einen gerechten Frieden zwischen Israel und Palästina [9] (صوت يهودي من أجل سلام عادل بين إسرائيل وفلسطين)
- المملكة المتحدة : مجموعة الاشتراكيين اليهود ويهود من أجل العدالة للفلسطينيين

## روابط خارجية
- الموقع الرسمي